# 윤경희
윤경희(尹敬熙, 1959년 8월 23일~)은 대한민국의 정치인이다. 제44·48·49대(민선 4·7·8기) 경상북도 청송군수이다.

## 학력
- 1973. 2 대전초등학교 졸업
- 1975. 2 부남중학교 졸업
- 1978. 2 부남고등학교 졸업
- 1994. 8 위덕대학교 경영학과 졸업
- 2006. 8 위덕대학교 경영대학원(경영학석사)

## 경력
- 주식회사 청송동국 대표이사
- 청송군 생활체육협의회 회장
- 로타리클럽 청송지회 회원
- 청송경찰서 선진경찰행정자문위원
- 청송군 배드민턴협회 회장
- 민주편화통일 자문위원
- 한나라당 경북도지부청년위원장
- 대구지방법원 의성지원조정위원
- 청송군 BBS연맹 부회장
- 청송군 모범운전자명예회장
- 청송군 장애인협회후원회 회장
- 통일부 통일교육 전문위원
- 제7대 경상북도의회 예산결산특별위원회 위원(한나라당)
- 제7대 경상북도의회 건설소방위원회 위원(한나라당)
- 제44대 경상북도 청송군수(2006년 7월 ~ 2007년 9월, 한나라당)[1]
- 한나라당 경북도당 정책개발위원회 위원
- 한나라당 청송군 운영위원장
- 한나라당 경북도당 부위장
- 제48·49대 경상북도 청송군수(2018년 7월 ~ , 자유한국당)

## 전과
- 도로교통법위반: 벌금 2,000,000원 - 1991년 4월 18일 선고[2]
- 폐기물관리법위반: 벌금 1,000,000원 - 2003년 5월 31일 선고[2]
- 공직선거법위반: 벌금 5,000,000원 - 2006년 11월 21일 선고[2]
- 업무상횡령, 특정경제범죄가중처벌등에관한법률위반(횡령): 징역 1년 6월, 집행유예 2년 - 2007년 2월 8일 선고[2]

## 역대 선거 결과
|  | 74.90% |

|  | 51.20% |

|  | 41.94% |

|  | 54.62% |

|  | 63.49% |